# 9690 Houtgast
9690 Houtgast è un asteroide della fascia principale. Scoperto nel 1960, presenta un'orbita caratterizzata da un semiasse maggiore pari a 2,8049307 UA e da un'eccentricità di 0,1749850, inclinata di 9,21555° rispetto all'eclittica.